# Ilhas do Rosario

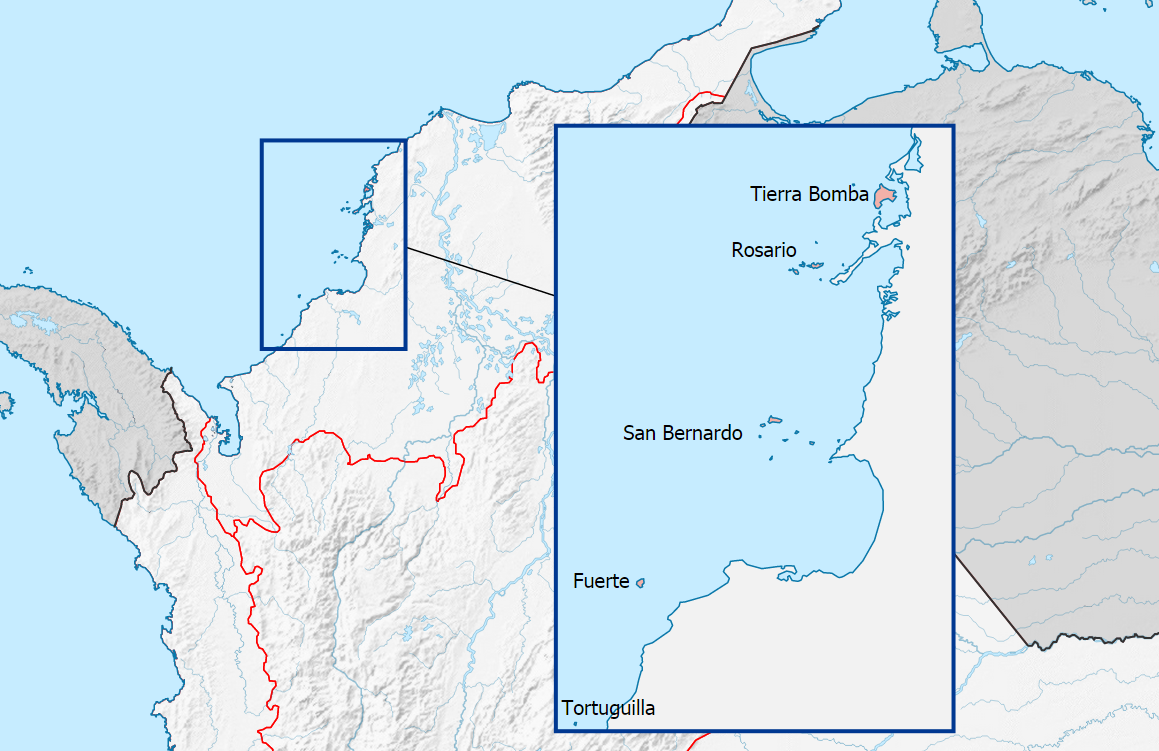
Mapa de localização das ilhas do Rosário

As Islas del Rosario (Ilhas do Rosario), também conhecido como Corales Islas del Rosario (Corais das Ilhas do Rosario), é um arquipélago localizado próximo a costa da Colômbia, aproximadamente 100 km (62 mi) de Cartagena. É um dos 46 Parques Nacionais Naturais da Colômbia. O parque nacional foi fundado em 1988, para proteger um dos mais importantes recifes de coral da costa caribenha colombiana.

## Geografia e geologia
O parque tem uma área de 120,000 km2 (46,332 sq mi), desde a linha da maré mais alta até o berilo de 50 m (164 ft) de profundidade, se estende desde a plataforma subaquática e os recifes de coral a oeste da Ilha de Baru, os recifes dos arquipélagos de Nuestra Señora del Rosario e San Bernardo e a plataforma subaquática intermediária, bem como as ilhas Tesoro, Rosario, Mucura e Maravilla.

## Características
Esta área foi declarada Parque Natural Nacional devido à necessidade de preservar e proteger os recifes de coral e os ecossistemas associados, como as ervas marinhas e os mangais, e as inúmeras espécies de algas e animais que os habitam.
A formação do recife de coral é "... intensificada no lado de barlavento das ilhas" devido à ação das ondas e às qualidades da água que encorajam o crescimento do coral.
As ilhas se tornaram destinos turísticos populares para passeios de um dia. Há hotéis e pousadas em algumas das ilhas.

## História
Em 1885, a área foi descrita como "extremamente perigosa de se abordar" de barco.